# June Carter (Badminton)
June Carter (* um 1942, geborene June Turnbull) ist eine ehemalige australische Badmintonspielerin.

## Karriere
June Carter repräsentierte Australien als Nationalspielerin in den 1960er Jahren und New South Wales von 1958 bis 1979. 1958 gewann sie den australischen Titel im Damendoppel und den Juniorentitel im Einzel. 1960 wurde sie erneut australischer Meisterin im Damendoppel und gewann auch den Juniorentitel im Mixed.

## Sportliche Erfolge
- 1958 Australischer Meister im Damendoppel
- 1958 Australischer Juniorenmeister im Dameneinzel
- 1960 Australischer Meister im Damendoppel
- 1960 Australischer Juniorenmeister im Mixed
- 1963 Whyte Trophy gegen Neuseeland